# 白髭神社 (川越市豊田本)
白髭神社（しらひげじんじゃ）は、埼玉県川越市の神社。

## 歴史
1489年（延徳元年）に創建された。当時の豊田本村（現・同市豊田本）の新井帯刀が祀ったのが起源である。
1872年（明治5年）、近代社格制度に基づく「村社」に列せられ、1908年（明治41年）の神社合祀により、当地の東にあった「稲荷社」が合祀された。しかし後に旧地に戻されている。
かつては氏子の長男が演じる獅子舞があったが、現在は中止され、獅子頭などの道具が置かれるだけとなっている。なお獅子舞を舞うときに落ちた獅子頭の毛を持ち帰って、神棚に供える風習があった。

## 交通アクセス
- 西川越駅より徒歩22分。